# Дидинг, Лассе
Ларс («Лассе») Гуннар Дидинг (швед. Lasse Gunnar Diding, род. 24 апреля 1953) — шведский предприниматель, владелец «отеля для библиофилов» «Gästis» в Варберге, за который получил награду «предприниматель года Варберга» в 2007 году. Известен своими леворадикальными убеждениями и эксцентрическими выходками. Входит в совет возглавляемой своим земляком, писателем-маоистом Яном Мюрдалем, организации «Folket i Bild/Kulturfront», издающей одноимённый журнал. Инициатор литературной «Ленинской премии».

## Отели
Бывший школьный учитель и активист левого движения поколения 1968 года, Лассе Дидинг получил в наследство от отца гостиничный бизнес, из-за чего считает себя «коммунистом с капиталистическим лицом» и говорит: «Когда придут революционеры, они меня повесят на первом же фонарном столбе, и будут правы». В 2012 году предложил установить статую Фридриха Энгельса в сходно звучащем Английском парке (швед. Engelska parken) Варберга.
Современный спа-центр / купальня в его отеле «Gästis» стилизован под классическую русскую баню, а именно под Ленинские бани, которые Дидинг посещал во время поездки шведских учителей в Ленинград в 1984 году, декорирован бюстами Ленина и носит соответствующее название Leninbadet.
1 апреля 2013 года открыл новый отель в Варберге, названный «Hotel Havana», с классическим дизайном, навеянным старой Гаваной.

## Ленинская премия
К 81-летию Яна Мюрдаля Лассе Дидинг учредил литературную премию для писателей и других деятелей культуры Швеции под названием «Ленинская премия», отсылающей к вручавшейся в 1956—1990 годах в СССР Международной Ленинской премии «За укрепление мира между народами». Премия под официальным названием «Гран-при Яна Мюрдаля — Ленинская премия» (Jan Myrdals stora pris – Leninpriset) присуждается литературным обществом Яна Мюрдаля, а её денежная составляющая (100 000 шведских крон) финансируется Лассе Дидингом.
Историк Петер Энглунд, постоянный секретарь Шведской академии, комитет которой присуждает Нобелевскую премию в области литературы, выступил с критикой «ленинской» инициативы и объявил об учреждении премии Пол Пота — один миллион бумажных дойчмарок 1923 года и книга Энн Аппельбаум «ГУЛАГ: паутина большого террора», которые вручает жюри в составе самого Энглунда и двух его кошек.
Первый лауреат «Ленинской премии» общества Мюрдаля, специалист по сравнительному религиоведению Маттиас Гарделль, определяющий себя как либертарный социалист и бывший анархист, возразил Энглунду: «Я уже принимал медаль от короля, не будучи монархистом, почему бы не принять эту премию, не будучи ленинистом?»
Второй лауреат, режиссёр Рой Андерссон («Песни со второго этажа») тоже хорошо воспринял премию — по словам Дидинга, «он рассмеялся и сказал, что обязательно примет её. У него в кабинете на одной из стен висит портрет Ленина».
Лауреаты премии:
- 2009 — Маттиас Гарделль
- 2010 — Рой Андерссон
- 2011 — Май Вексельман
- 2012 — Свен Линдквист
- 2013 — Май Шевалль
- 2014 — Ян Гийу
- 2015 — Микаэль Вье

## Скандал вокруг имени сына
В средствах массовой информации широко освещалась попытка Лассе Дидинга и его супруги Элизабет Халлин зарегистрировать своего ребёнка под именем Brfxxccxxmnpcccclllmmnprxvclmnckssqlbb11116.
На деле сына, рождённого в 1991 году, они назвали весьма распространённым в Швеции именем Альбин (Albin), однако отказывались регистрировать его имя вплоть до 1996 года. Они объясняли это своим протестом против усиливающегося вмешательства государства в частную жизнь граждан и, в частности, против Закона Швеции об именах, действующего с 1982 года и существенно более жёстко, чем это было ранее, регламентирующего имена, которые допустимо давать детям.
После того, как ребёнку исполнилось пять лет, окружной суд лена Халланд в городе Хальмстад на юго-западном побережье Швеции (лен Халланд одноимённой провинции) в мае 1996 года назначил родителями за отказ регистрировать имя ребёнка штраф в размере 5 тысяч крон (приблизительно 550 евро). В ответ на это они попросили разрешения назвать ребёнка именем, состоящим из 43 букв и цифр, — Brfxxccxxmnpcccclllmmnprxvclmnckssqlbb11116, — утверждая, что это «содержательное, экспрессионистское сочетание букв, какое мы рассматриваем как произведение искусства»). Суд, однако, отказался регистрировать это имя как «очевидно нелепое».
Родители подали апелляцию в суд в Гётеборге. Они утверждали, что имя, которое они просят зарегистрировать, следует рассматривать «в патафизическом смысле», имея в виду произведения французского писателя-сатирика Альфреда Жарри (1873—1907) и организацию Коллеж патафизики, созданную в 1948 году писателями, художниками и музыкантами как абсурдистскую пародию на научные общества «в духе Альфреда Жарри». Апелляционный суд, однако, не внял их доводам и подтвердил решение о штрафе, принятое окружным судом.